# توم ماكلولين (لاعب كرة قاعدة)
توم ماكلولين (بالإنجليزية: Tom McLaughlin)‏ هو لاعب كرة قاعدة أمريكي، ولد في 28 مارس 1860 في لويفيل في الولايات المتحدة، وتوفي بنفس المكان في 21 يوليو 1921.

## وصلات خارجية
- توم ماكلولين على موقعبيزبول رفرنس.كوم (الدوري الرئيسي) (الإنجليزية)
- توم ماكلولين على موقعبيزبول رفرنس.كوم (الدوري الثانوي) (الإنجليزية)